# Prêmio Sylvia Orthof
Prêmio Sylvia Orthof é uma premiação que faz parte dos Prêmios Literários da Fundação Biblioteca Nacional e que é destinada a laurear o melhor livro brasileiro de literatura infantil.

## História
Em 2007, por ocasião dos 15 anos do Programa de Incentivo à Leitura da Fundação Biblioteca Nacional, foi criado um prêmio para literatura infantil e juvenil nomeado em homenagem a Glória Pondé. Em 2012, este prêmio passou a focar apenas a literatura juvenil, sendo criado um prêmio separado para literatura infantil nomeado em homenagem a Sylvia Orthof.

## Premiados
| Ano  | Literatura infantil (Prêmio Sylvia Orthof) |
| ---- | --- |
| 2012 | Infantil: A Deusa, O Herói, O Centauro e a Justa Medida, de Favish |
| 2013 | Infantil: Haicais para Filhos e Pais, de Leo Cunha |
| 2014 | Infantil: Pelo Nariz, de Arthur Rosenblat Nestrovski |
| 2015 | Infantil: Hortência das tranças, de Marcelo Lelis |
| 2016 | Infantil: Roupa de Brincar, de Eliandro Rocha |
| 2017 | Infantil: Drufs, de Eva Furnari |
| 2018 | Infantil: 1º: Chão de peixes, de Lúcia Hiratsuka 2º: Porco de casa cachorro é, de Mirna Brasil Portella 3º: Olga, de Helena Lima                                                                                           |
| 2019 | Infantil: 1º: Enreduana, de Roger Mello 2º: Donana e Titonho, de Ninfa Parreiras 3º: Se eu abrir esta porta agora..., de Alexandre Rampazo                                                                                 |
| 2020 | Infantil: Lá dentro tem coisa, de Adriana Falcão. |
| 2021 | Infantil: 1º: Tanta Chuva no Céu, de Volnei Canônica; 2º: Sona - Contos Africanos Desenhados na Areia, de Rogério Andrade Barbosa; 3º: A Caçada, de Guilherme Karsten.                                                     |
| 2022 | Infantil: 1º: Na minha casa tem um Lestronfo de Rosana Rios; 2º: Maria vai e volta, de Edy Lima; 3º: QuiQuinho e PioPio - Cordel do acordo feito e firmado entre menino e passarinho, de Carolina Resende e Bruna Lubambo. |